# Vladimir Kaminskij
Vladimir Vladimirovič Kaminskij (in bielorusso Уладзімір Уладзіміравіч Камінскі?; Minsk, 18 aprile 1950) è un ex ciclista su strada sovietico, dal 1991 bielorusso.

## Palmarès

### Olimpiadi
- 1 medaglia:
  - 1 oro (Montréal 1976 nella corsa a cronometro a squadre)

### Mondiali
- 4 medaglie:
  - 1 oro (San Cristóbal 1977 nella corsa a cronometro a squadre)
  - 3 argenti (Montréal 1974 nella corsa a cronometro a squadre; Mettet-Yvoir 1975 nella corsa a cronometro a squadre; Nürburg 1978 nella corsa a cronometro a squadre)